# Hypotrigona araujoi
Hypotrigona araujoi är en biart som först beskrevs av Michener 1959.  Hypotrigona araujoi ingår i släktet Hypotrigona, och familjen långtungebin. Inga underarter finns listade.

## Utseende
Ett mycket litet bi med en kroppslängd på 2 till 3 mm. En i huvudsak svart kropp med röda mundelar. Ben och bakkropp kan vara orangegula, benen ofta med klargula markeringar och röda fotspetsar.

## Ekologi
Släktet Hypotrigona tillhör de gaddlösa bina, ett tribus (Meliponini) av sociala bin som saknar fungerande gadd. De har dock kraftiga käkar, och kan bitas ordentligt. Arten har påträffats på blommor ur oleandersläktet samt Monopetalanthus-släktet i oleanderväxternas respektive ärtväxternas familjer. Arten inrättar sina bokolonier i trädstockar.

## Ekonomisk betydelse
Som många afrikanska gaddlösa bin är arten betydelsefull som honungsleverantör; det förekommer att man skördar honung från vildlevande samhällen. Försök görs även med uppfödning av denna och närstående arter som tambin. Arten är även en viktig pollinatör, både för jordbruket och ekosystemet i stort.

## Utbredning
Utbredningsområdet omfattar större delen av tropiska Afrika, från Ghana till Sydafrika.